# Бурятия и вторжение России на Украину
Выходцы из республики Бурятия, региона Российской Федерации, принимают участие во вторжении России на Украину наряду с другими гражданами РФ.
Первые сведения об участии солдат из Бурятии в боевых действиях появились в 2015 году в ходе войны на Донбассе, однако российские власти их отрицали. С 2022 года жители Бурятии идут на фронт или добровольцами, или принудительно мобилизованными. В Бурятии активистами также было организована помощь военным РФ вроде изготовления маскировочных сетей и окопных свечей, а также сбора средств на нужды фронта. Правительство республики Бурятия также тратит бюджетные средства на помощь самопровозглашённым ДНР и ЛНР. Солдаты из Бурятии были замечены в совершении военных преступлений на Украине. На конец февраля 2023 года Бурятия по смертности солдат занимала второе место из всех регионов России, на начало марта по разным оценкам количество убитых составило 489 человек либо 583 человека. Солдаты из Бурятии пытаются писать рапорта об увольнении, однако зачастую их отправляют в следственный изолятор под Луганском. На начало июля 2022 года с войны удалось вернуться 150 военным. Ещё в 2015 году в украинском интернете появился мем о «боевых бурятах», готовых умереть за Путина, о котором снова вспомнили с началом вторжения. Бурятские оппозиционные движения считают данный нарратив пропагандистским мифом, в самой республике репутацию военных из региона местные жители предпочитают не замечать.

## Предыстория
Впервые сообщения об участии солдат из Бурятии в российско-украинской войне появились в 2015 году, что отрицали власти России. Ряд средств массовой информации предоставили свидетельства участия военных из Бурятии в войне в Донбассе, например, журналист Vice News Саймон Островский снял фильм «Селфи-солдаты», в котором была показана дорога бурятского танкиста Бато Дамбаева в Дебальцево на основе его фотографий в социальных сетях. Упоминания военных из Бурятии в Донбассе также встречаются в видеоролике, выложенном в феврале 2015 года, в котором Иосиф Кобзон в донецкой больнице навестил обгоревшего мужчину, которого Кобзон назвал бурятом, а также в интервью журналистов «Новой газеты» с танкистом 5-й отдельной танковой бригады из Улан-Удэ, пострадавшим 19 февраля во время боёв за Логвиново. Пророссийское движение «Сеть» утверждало, что все военные из Бурятии в Донбассе являлись добровольцами.

### «Боевые буряты Путина»
В 2015 году в украинском интернете появился мем о «боевых бурятах» (также «боевых бурятах Путина»). В то время, по сведениям Би-би-си, украинские интернет-пользователи называли солдат из войсковых частей Бурятии, отправленных на войну в Донбассе. При этом Россия отрицала любое участие в войне; провластное движение «Сеть» в ответ на обвинения в поддержке самопровозглашённых ДНР и ЛНР (и, в частности, на «боевых бурятов», о чём заявил активист «Сети» Фёдор Гарбуз) создало видеоролик под названием «Обращение „Боевых бурят Путина“ к перепуганным жителям Украины», в котором несколько молодых людей и девушек на фоне горлового пения пытались опровергнуть сообщения СМИ об участии военных из Бурятии в войне, пригласив зрителей посетить регион, заявив о готовности «помочь» Украине, «если родина позовет», и назвав украинские власти «олигархической хунтой». Пользователи социальных сетей посчитали видео смешным, при этом реакция на него было зачастую негативной. Мем широко распространился благодаря масс-медиа, в частности, новостному заголовку от 29 марта 2015 года «В Иловайск прибыли 600 боевых бурятов — штаб АТО». После начала российского вторжения на Украину словосочетание «боевые буряты Путина» снова вошло в информационное поле; например, так называли украинские командиры попавших в плен военных из Бурятии. Бурятская журналистка Александра Гармажапова утверждает, что заявления о «боевых бурятах», готовых воевать и умереть за Путина, являются пропагандистским мифом, появившемся из-за того, что они не являются «ценным генофондом» России и бурят легко обвинить в военных преступлениях. В самой Бурятии репутацию бурятских солдат предпочитают не замечать, а нарратив о «боевых бурятах» считают пропагандистским.

## Во время вторжения России на Украину

### Война на территории Украины (с 2022)
В июне 2022 года Бурятия взяла на попечительство оккупированный самопровозглашённой ДНР Старобешевский район Донецкой области. По договору, подписанному главой республики, Алексеем Цыденовым, из бюджета Бурятии на безвозвратной основе было выделено 380 миллионов рублей для подготовки детских садов, жилищно-коммунального хозяйства и школ оккупированных территорий к отопительному сезону. Некоторые жители Бурятии негативно восприняли данную новость, например, один из комментариев: «Господи, а на нас когда-нибудь потратят столько денег? Притом, что мы самая нищая республика». Соучредительница фонда «Свободная Бурятия» Александра Гармажапова сообщила изданию «Deutsche Welle», что Цыденову пришлось оправдываться после подобных негативных комментариев.
Некоторые военные-контрактники из Бурятии подают рапорты об отказе воевать на Украине, по словам одного из солдат 11-й отдельной гвардейской десантной-штурмовой бригады, расквартированной в Улан-Удэ, отказавшихся ехать на передовую солдат группами по восемь-девять человек сначала отправляют в военную комендатуру, где их запирают в гараже с плохими условиями на три-четыре дня, затем — в следственный изолятор под Луганском. Военных заставили писать объяснительные о желании продолжать воевать на Украине, рапорты об увольнении не подписывали или рвали. По сведениям «Свободной Бурятии», в начале июля 2022 года в Улан-Удэ вернулось сто пятьдесят отказников, которых сначала держали в лагере в оккупированной Луганской области. К 9 июля 2022 года фонд получил около пятисот обращений отказавшихся воевать военных. Однако зачастую отказников вывозят в лагеря под Луганском, где их удерживают с помощью наёмников ЧВК «Вагнер».
По абсолютному числу погибших на войне солдат Бурятия в конце февраля 2023 года занимала второе место. Издание «Люди Байкала», учитывающее и уроженцев других субъектов России, служивших в республике, оценило (на конец февраля 2023 года) количество погибших в 544 человека, Би-би-си и Медиазона — 452 человека. В феврале 2023 года лидером по количеству смертей стал Краснодарский край (551 человек), однако коэффициент смертности в Бурятии, имеющей население в 978 тысяч человек, превысил таковой в Краснодарском крае примерно в шесть раз, так как последний насчитывает около шести миллионов жителей. Военные из Бурятии были замечены в военных преступлениях России в период вторжения на Украину, таких как резня в Буче.

### Мобилизация и эмиграция
По состоянию на 3 марта 2023 года во время вторжения России на Украину погибло как минимум 489 (данные Би-би-си и Медиазоны) либо 583 (данные издания «Люди Байкала») военнослужащих из Бурятии. При этом журналисты утверждают, что реальное число погибших выше как минимум в два раза. Александра Гармажапова рассказала Deutsche Welle и Exclusive, что до начала вторжения буряты составляли около 1% от всего состава армии России, что было вызвано приграничным расположением региона, высоким уровнем безработицы и низким качеством жизни. Данные факторы вызвали в Бурятии большую популярность контрактной службы. На март 2023 года около 20 тысяч человек из региона было призвано в армию в ходе мобилизации в России, при этом скрытая мобилизация в Бурятии продолжалась и по состоянию на начало марта 2023 года. На фоне мобилизации и участии бурят во вторжении России на Украину в республике прошли протесты против войны на Украине.
Согласно данным «Новой газеты Европа», суммарно в промежуток 21—29 сентября 2022 года, после объявления так называемой «частичной мобилизации», из Бурятии, Тывы и Забайкальского края в Монголию уехало около 3,1 тысячи автомобилей. Жительница Бурятии Туяна сообщила Deutsche Welle, что больше всего от мобилизации пострадали бурятские деревни, при этом повестки были разосланы с расчётом на то, что большое их количество останется без ответа. Туяна также заявила, что «в первую же ночь с 21 на 22 сентября из районных центров отправляли автобусы и забирали всех, кто попадается». Проблемой стало, что из-за массового отъезда мужчин множество сёл и деревень осталось без жизненно необходимых профессий, таких как ветеринар или водитель.
При этом из-за официальной пропаганды многие буряты верят в «защиту Родины от Запада» и, если не едут на фронт, то самостоятельно изготавливают вещи (маскировочные сетки или блиндажные свечи) для военных и перечисляют деньги на фронт. Бурятия также официально тратит средства на «восстановление Донбасса». Так, на март 2023 года власти республики перечислила почти два миллиарда рублей на концерты в зоне боевых действий; дефицит бюджета региона в 2023 году, по оценкам, должен составить 7,3 миллиарда рублей.